# Austrochaperina gracilipes
Espèce
Statut de conservation UICN

 LC  : Préoccupation mineure
Austrochaperina gracilipes est une espèce d'amphibiens de la famille des Microhylidae.

## Répartition
Cette espèce se rencontre, :
- en Australie dans la péninsule du cap York au Queensland ;
- en Papouasie-Nouvelle-Guinée dans le sud de la Western Province. Ces deux régions se font face et sont séparées par le détroit de Torrès qui mesure environ 150 km de large à son point le plus étroit.

## Description
Le spécimen décrit par Fry mesurait 17 mm.

## Publication originale
- Fry, 1912 : Description of Austrochaperina a new Genus of Engystomatidae from North Australia. Records of the Australian Museum, vol. 9, p. 87-106 (texte intégral).